# Zeki Amdouni
Mohamed Zeki Amdouni (* 4. Dezember 2000 in Genf) ist ein schweizerisch-tunesischer Fussballspieler.

## Karriere

### Vereine
Amdouni, geboren in Genf und aufgewachsen in der Nähe des Stadtzentrums, begann seine Laufbahn in der Jugend des Servette FC. Später wechselte er zum Meyrin FC. Im Sommer 2017 wurde der Offensivspieler an den Viertligisten Étoile Carouge ausgeliehen. Am 4. November 2017 gab Amdouni im Alter von 16 Jahren schliesslich beim 3:0-Sieg im Viertligaspiel gegen den FC Echallens sein Debüt im Herrenbereich. Bis Saisonende kam er zu 13 Partien in der 1. Liga, in denen er vier Tore erzielte. Im Sommer 2018 wurde er fest verpflichtet. In der folgenden Spielzeit, der Saison 2018/19, absolvierte er 25 Spiele in der vierthöchsten Schweizer Spielklasse und schoss dabei zehn Tore. In den anschliessenden Play-offs um den Aufstieg traf Amdouni in vier Partien viermal und stieg mit der Mannschaft in die Promotion League auf. 
Zur Saison 2019/20 schloss er sich jedoch dem Zweitligisten FC Stade Lausanne-Ouchy an. Amdouni kam zu 24 Einsätzen und schoss drei Tore, stand aber nur neunmal in der Startformation; in der Endphase der Saison zog er sich eine Verletzung zu und fiel dadurch bis zum Ende der Spielzeit aus. In der darauffolgenden Saison war er ab Februar 2021 als offensiver Mittelfeldspieler oder als Mittelstürmer erste Wahl; insgesamt kam er zu 32 Spielen und schoss dabei elf Tore. Im Sommer 2021 unterschrieb er einen Vertrag beim Stadtrivalen FC Lausanne-Sport in der Super League. Auf verschiedenen Positionen eingesetzt, erkämpfte sich Amdouni einen Platz in der Stammelf und erzielte dabei in 34 Spielen zwölf Tore. In der Sommertransferperiode der Saison 2022/23 wechselte er auf Leihbasis zum FC Basel.
Nach einem Jahr in Basel wechselte er im Juli 2023 für eine Ablöse von 18 Millionen Euro zum Premier-League-Aufsteiger FC Burnley. Mit dem Team bestritt Amdouni in der folgenden Spielzeit 34 Ligaspiele, in denen ihm fünf Tore gelangen. Nach dem Abstieg der Mannschaft in die EFL Championship wechselte er Ende August auf Leihbasis mit anschliessender Kaufoption zu Benfica Lissabon nach Portugal. Im Januar 2025 gewann Amdouni mit dem Portugiesischen Ligapokal den ersten Titel mit Benfica. Im Endspiel gegen den Rivalen Sporting Lissabon erzielte er im Elfmeterschiessen den zweiten von acht Treffern für Benfica.

### Nationalmannschaften
Amdouni wurde 2019 zweimal in der Schweizer U-20-Auswahl eingesetzt. Im März 2021 spielte er einmal für die türkische U-21-Nationalmannschaft, bevor er im Mai 2021 zum Schweizer Verband zurückkehrte. Seitdem steht er im Kader des eidgenössischen U-21-Teams. Im Mai 2022 gab Nationaltrainer Murat Yakin bekannt, dass er Amdouni für die Partien der Schweizer Fussballnationalmannschaft in der UEFA Nations League gegen Spanien vom 9. Juni 2022 und Portugal vom 12. Juni 2022 aufgeboten habe. Am 27. September 2022 bestritt Zeki Amdouni sein erstes Länderspiel der Schweizer Nationalmannschaft gegen Tschechien.

## Erfolge

### Benfica Lissabon
- Portugiesischer Ligapokalsieger 2025

## Persönliches
Amdouni wurde als Sohn eines Türken und einer Tunesierin in Genf geboren.